# بازی کثیف
بازی کثیف (آلمانی: Spione unter sich) فیلمی در ژانر جاسوسی به کارگردانی کارلو لیتزانی و ترنس یانگ است که در سال ۱۹۶۵ منتشر شد.

## بازیگران
- هنری فوندا
- رابرت رایان
- ویتوریو گاسمن
- آنی ژیراردو
- روبر حسین
- ماریا گراتزیا بوچلا
- کلاوس کینسکی
- فدریکو بوئیدو